# VM i fodbold 1934
VM i fodbold 1934 var det andet VM i fodbold og blev afholdt i Mussolinis Italien. FIFA tildelte Italien værtsskabet ved et møde i Zürich i september 1932, idet Italien var den eneste ansøger. Værtslandet Italien blev den anden verdensmester gennem tiden ved at slå Tjekkoslovakiet 2-1 i finalen.
Dette VM var særligt på to måder. For det første afviste den regerende mester, Uruguay, at deltage som gengæld for, at mange europæiske hold havde afvist at deltage i det foregående VM i Uruguay fire år tidligere. Dermed er Uruguay den hidtil eneste mester, der ikke har forsøgt at forsvare sin titel ved det efterfølgende mesterskab. For det andet var værtslandet Italien ikke direkte kvalificeret men måtte igennem kvalifikationsturneringen ligesom alle andre hold.
Antallet af nationer, der ønskede at deltage, var steget til 32 siden sidste VM i 1930, men kun 10 af de 32 nationer var ikke-europæiske. FIFA ønskede kun 16 deltagere i slutrunden om VM, og derfor blev VM i 1934 det første VM i fodbold, som de deltagende landshold skulle kvalificere sig til. Kvalifikationen blev, ligesom i dag, gennemført i de enkelte verdensdele. Europa var tildelt 12 pladser ved VM, og følgende lande kvalificerede sig: Belgien, Frankrig, Holland, Italien, Rumænien, Schweiz, Spanien, Sverige, Tjekkoslovakiet, Tyskland, Ungarn og Østrig. Sydamerika var blevet tildelt 2 pladser, og de blev besat af Argentina og Brasilien. USA satte sig på den enlige plads for Nord- og Mellemamerika samt Caribien, mens Egypten repræsenterede Asien og Afrika, der tilsammen var tildelt 1 plads.
Slutrunden blev afviklet som en cup-turnering bestående af de 16 kvalificerede hold. Fra 1. runde gik otte hold, alle europæiske, videre til kvartfinalerne: Østrig, Tjekkoslovakiet, Tyskland, Ungarn, Italien, Spanien, Sverige og Schweiz.
Kvartfinalerne bød på den første omkamp i VM-historien, efter at Italien og Spanien spillede uafgjort 1-1 efter forlænget spilletid. Italien vandt dagen efter omkampen 1-0 og besejrede siden Østrig med de samme cifre i semifinalen. Tjekkoslovakiet sikrede sin plads i finalen ved at slå Tyskland 3-1 i den anden semifinale.
Efter 80 minutter af finalen førte Tjekkoslovakiet med 1-0. Italienerne fik imidlertid udlignet, og i den forlængede spilletid scorede de endnu et mål, så Italien kunne kåres til ny verdensmester.
Den store stjerne på det italienske hold var Giuseppe Meazza, der fortsat regnes for en af de bedste italienske spillere nogensinde. Holdet, som sikrede Italien det første af hidtil fire 
verdensmesterskaber: Giampiero Combi; Eraldo Monzeglio, Luigi Allemandi, Attilio Ferraris, Luis Monti, Luigi Bertolini, Enrique Guaita, Giuseppe Meazza, Angelo Schiavio, Giovanni Ferrari, Raimundo Orsi.
Mussolinis indflydelse siges at have påvirket valget af dommere til Italiens kampe.[kilde mangler] Den svenske dommer Ivan Eklind, der dømte semifinalen og finalen, siges at have mødtes med Mussolini inden kampene,[kilde mangler] og tvivlsomme domme kom altid italienerne til gode.[kilde mangler] Nogle dommere dømte så kraftigt til Italiens fordel, at de blev suspenderet i deres hjemlande efter turneringen.[kilde mangler] I manges øjne var denne turnering "politisk" ligesom sommer-OL 1936 i Hitlers Berlin.[kilde mangler]

## Spillesteder
| Bologna                  | Firenze               | Genova                | Milano                  |
| ------------------------ | --------------------- | --------------------- | ----------------------- |
| Stadio Littoriale        | Stadio Giovanni Berta | Stadio Luigi Ferraris | Stadio San Siro         |
| Kapacitet: 50.100        | Kapacitet: 47.290     | Kapacitet: 36.703     | Kapacitet: 55.000       |
|                          |                       |                       |                         |
| Napoli                   | Rom                   | Trieste               | Torino                  |
| Stadio Giorgio Ascarelli | Stadio Nazionale PNF  | Stadio Littorio       | Stadio Benito Mussolini |
| Kapacitet: 40.000        | Kapacitet: 47.300     | Kapacitet: 8.000      | Kapacitet: 28.140       |
|                          |                       |                       |                         |

## Resultater

### Ottendedelsfinaler
- Ungarn – Egypten 4-2 (Stadio Giorgio Ascarelli, Napoli)

1-0 Pal Teleki (7.), 2-0 Géza Toldi (18.), 2-1, 2-2 Abdel Fawsi (26., 42.), 3-2 Jeno Vincze (57.), 4-2 Géza Toldi (87.)
- Spanien – Brasilien 3-1 (Stadio Luigi Ferraris, Genova)

1-0, 2-0 Chato (16. str., 26), 3-0 Isidoro Langara (41.), 3-1 Leonidas (72.)
- Sverige – Argentina 3-2 (Stadio Littorale, Bologna)

0-1 Ernesto Belis (16.), 1-1 Sven Joansson (33.), 1-2 Alberto Galateo (49.), 2-2 Sven Joansson (67.), 3-2 Knut Kroon (80.)
- Schweiz – Holland 3-2 (Stadio San Siro, Milano)

1-0 Leopold Kielholz (10.), 1-1 Kick Smit (23.), 2-1 Leopold Kielholz (36.), 3-1 Andre Abegglen (57.), 3-2 Leen Vente (80.)
- Tjekkoslovakiet – Rumænien 2-1 (Stadio Littorio, Trieste)

0-1 Stefan Dobai (37.), 1-1 Antonin Puč (61.), 2-1 Oldrich Nejedly (73.)
- Tyskland – Belgien 5-2 (Stadio Giovanni Berta, Firenze)

1-0 Stanislaus Kobierski (18.), 1-1, 1-2 Bernard Voorhoof (24., 35.), 2-2 Otto Siffling (56.), 3-2, 4-2, 5-2 Edmund Conen (73., 77., 88.)
- Østrig – Frankrig 3-2 efs. (Stadio Benito Mussolini, Torino)

0-1 Jean Nicolas (18.), 1-1 Matthias Sindelar (34.), 2-1 Anton Schall (100.), 3-1 Josef Bican (112.), 3-2 Georges Verriest (117.)
- Italien – USA 7-1 (Stadio Nationale PNF, Rom)

1-0 Angelo Schiavo (18.), 2-0 Raimondo Orsi (20.), 3-0 Angelo Schiavo (29.), 3-1 Aldo Donelli (57.), 4-1 Giovanni Ferrari (63.), 5-1 Angelo Schiavo (64.), 6-1 Raimondo Orsi (69.), 7-1 Giuseppe Meazza (89.)

### Kvartfinaler
- Tyskland – Sverige 2-1 (Stadio San Siro, Milano)

1-0, 2-0 Karl Hohmann (57., 74.), 2-1 Gösta Dunker (85.)
- Tjekkoslovakiet – Schweiz 3-2 (Stadio Benito Mussolini, Torino)

0-1 Leopold Kielholz (18.), 1-1, 2-1 Frantisek Svoboda (36., 56.), 2-2 Willy Jäggi (64.), 3-2 Oldrich Nejedly (84.)
- Østrig – Ungarn 2-1 (Stadio Littorale, Bologna)

1-0 Johann Horvath (27.), 2-0 Karl Zischek (71.), 2-1 Gyorgy Sarosi (80. str.)
- Italien – Spanien 1-1 efs. (Stadio Giovanni Berta, Firenze)

0-1 Corso (31.), 1-1 Giovanni Ferrari (45.)
Omkamp:
- Italien – Spanien 1-0 (Stadio Giovanni Berta, Firenze)

1-0 Giuseppe Meazza (12.)

### Semifinaler
- Tjekkoslovakiet – Tyskland 3-1 (Stadio Nationale PNF, Rom)

1-0 Oldrich Nejedly (19.), 1-1 Rudolf Noack (62.), 2-1 Rudolf Krcil (71.), 3-1 Oldrich Nejedly (80.)
- Italien – Østrig 1-0 (Stadio San Siro, Milano)

1-0 Enrico Guaita (10.)

### Bronzekamp
- Tyskland – Østrig 3-2 (Stadio Giorgio Ascarelli, Napoli)

1-0 Ernest Lehner, 2-0 Edmund Conen (15.), 2-1 Johann Horvath (35.), 3-1 Ernest Lehner (40.), 3-2 Karl Sesta (63.)
Dommer: Albino Carraro (Italien)

### Finale
- Italien – Tjekkoslovakiet 2-1 efs.

0-1 Antonin Puč (76.), 1-1 Raimondi Orsi (81.), 2-1 Angelo Schiavio (95.)
Dommer: Ivan Eklind (Sverige)
50.000 tilskuere på Stadio Nationale PNF i Rom

## Målscorer
| 5 mål - Oldřich Nejedlý 4 mål - Edmund Conen - Angelo Schiavio 3 mål - Raimundo Orsi - Leopold Kielholz 2 mål - Johann Horvath - Bernard Voorhoof - Antonín Puč - Abdelrahman Fawzi - Karl Hohmann - Ernst Lehner - Géza Toldi - Giovanni Ferrari - Giuseppe Meazza - José Iraragorri - Sven Jonasson | 1 mål - Ernesto Belis - Alberto Galateo - Josef Bican - Toni Schall - Karl Sesta - Matthias Sindelar - Karl Zischek - Leônidas - Jiří Sobotka - František Svoboda - Jean Nicolas - Georges Verriest - Stanislaus Kobierski - Rudolf Noack - Otto Siffling - György Sárosi - Pál Teleki - Jenő Vincze - Enrique Guaita - Kick Smit | 1 mål (fort.) - Leen Vente - Ştefan Dobay - Isidro Lángara - Luis Regueiro - Gösta Dunker - Knut Kroon - André Abegglen - Willy Jäggi - Aldo Donelli |

## Ekstern henvisning
- Information om VM 1934 Arkiveret 21. juni 2006 hos  Wayback Machine